# Tylice (województwo warmińsko-mazurskie)
Tylice (dawniej Tillitz) – wieś w Polsce położona w województwie warmińsko-mazurskim, w powiecie nowomiejskim, w gminie Nowe Miasto Lubawskie.
| SIMC    | Nazwa                | Rodzaj    |
| ------- | -------------------- | --------- |
| 1045648 | Berkienek            | część wsi |
| 1045826 | Pod Gwiździny        | część wsi |
| 1045944 | Pod Nowe Miasto      | część wsi |
| 0847328 | Rojewo               | część wsi |
| 0847334 | Tyliczki             | część wsi |
| 1046100 | Wybudowanie Tylickie | część wsi |

## Historia
Od drugiej połowy listopada 1906 r. przez dwa miesiące w miejscowej szkole elementarnej trwał strajk dzieci przeciwko nauczaniu religii w języku niemieckim. Z uczestników strajku znane jest tylko jedno nazwisko: K. Roszkowski. Strajk był elementem znacznie większej akcji biernego oporu wobec pruskich władz szkolnych, która na przełomie 1906 i 1907 r. objęła ponad 460 (!) szkół w prowincji Prusy Zachodnie, czyli przedrozbiorowe Pomorze Gdańskie, Powiśle, ziemię chełmińską i ziemię lubawską oraz część Krajny. Inspiracją dla strajków pomorskich były wcześniejsze działania dzieci w prowincji wielkopolskiej, ze słynnym strajkiem we Wrześni (1901) na czele.
W latach 1975–1998 miejscowość położona była w województwie toruńskim.